# Dave Bartholomew
Dave Louis Bartholomew, född 24 december 1918 i Edgard i Louisiana, död 23 juni 2019 i Metairie i Louisiana, var en amerikansk låtskrivare, arrangör, musiker och producent som framförallt varit profilerad inom New Orleans musikscen. Bartholomews största framgångar fick han med de låtar han skrev för och med Fats Domino under 1950-talet. Bland hans kompositioner kan nämnas "Ain't That a Shame", "Blue Monday", "I Hear You Knocking", "My Ding-A-Ling", och "One Night". Han har även producerat musik för artister som Lloyd Price, T-Bone Walker, Roy Brown och Earl King.
1991 valdes han in i Rock and Roll Hall of Fame i kategorin "non-performers".

## Fotnoter
1. ↑  SNAC, SNAC Ark-ID: w62v3hds, läs online, läst: 9 oktober 2017.[källa från Wikidata]
2. ↑  Internet Broadway Database, Internet Broadway Database person-ID: 426384, läst: 9 oktober 2017.[källa från Wikidata]
3. ↑  Dave Bartholomew, New Orleans composer who helped create rock ‘n’ roll, dies at 100 (på engelska), 23 juni 2019, läs online, läst: 24 juni 2019.[källa från Wikidata]
4. 1 2  läs online, tulprimo.hosted.exlibrisgroup.com .[källa från Wikidata]
5. 1 2 3  Tjeckiska nationalbibliotekets databas, NKC-ID: xx0250193, läst: 19 december 2022.[källa från Wikidata]
6. ↑  Rock and Roll Hall of Fame-ID: dave-bartholomew.[källa från Wikidata]
7. ↑  ”Rock Pioneer Dave Bartholomew Turns 100” (på engelska). Ultimate Classic Rock. http://ultimateclassicrock.com/dave-bartholomew/. Läst 30 december 2018.
8. ↑  https://www.hollywoodreporter.com/news/dave-bartholomew-dead-rock-n-roll-pioneer-dies-at-100-1220483
9. ↑  https://www.rockhall.com/inductees/dave-bartholomew